# Manjhanpur
Manjhanpur är en stad i den indiska delstaten Uttar Pradesh, och är den administrativa huvudorten för distriktet Kaushambi. Staden hade 16 457 invånare vid folkräkningen 2011.